# Karl von Lilienthal

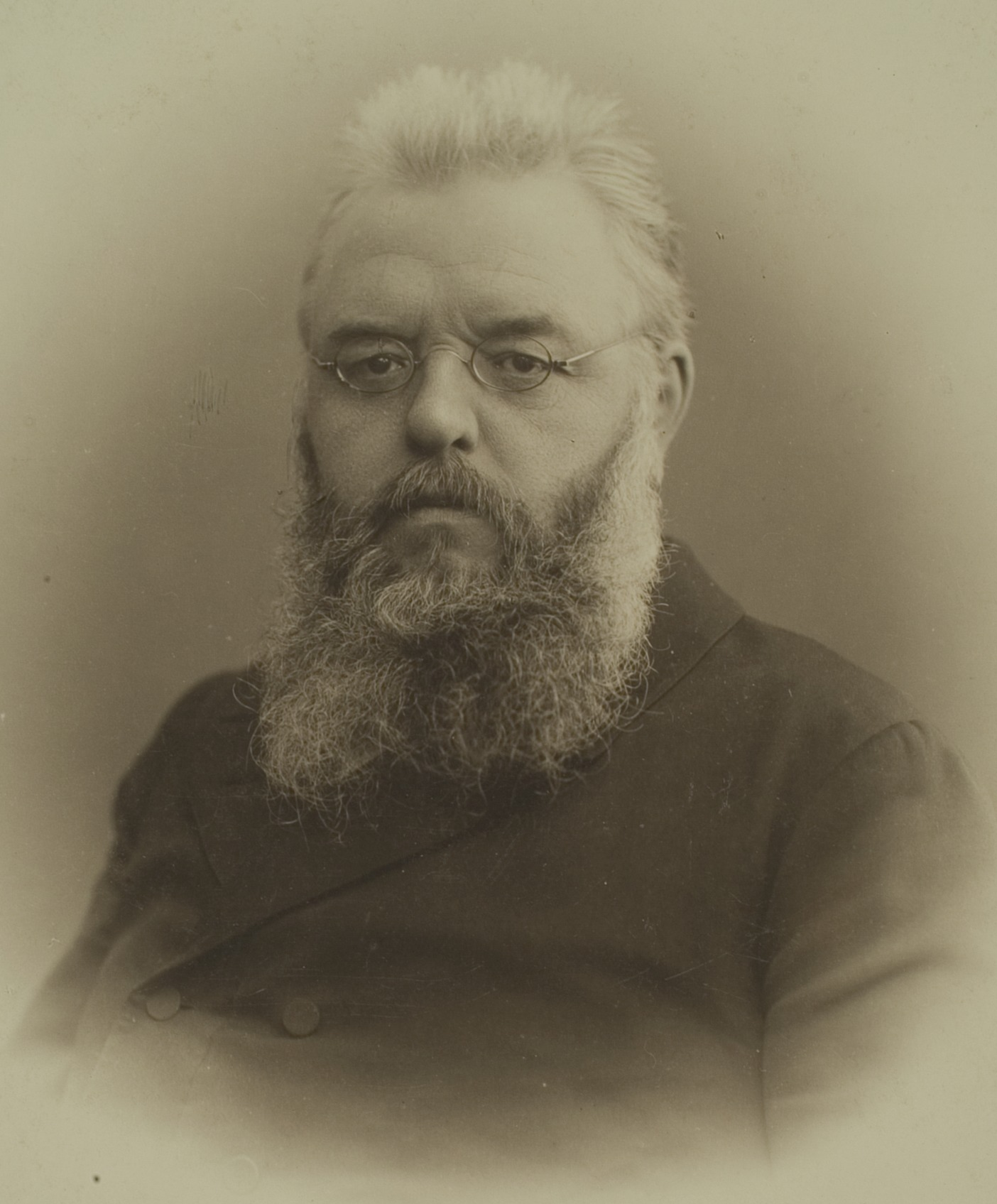
Karl von Lilienthal (1905)

Karl Ludwig Julius von Lilienthal (* 31. August 1853 in Elberfeld (heute Stadtteil von Wuppertal); † 8. November 1927 in Heidelberg) war ein deutscher Rechtswissenschaftler und Hochschullehrer an der Ruprecht-Karls-Universität Heidelberg.

## Leben und Werk
Lilienthal, Sohn des Kaufmanns Ludwig von Lilienthal (1828–1893), studierte nach Besuch des Gymnasiums in Elberfeld (1865–1868) und Abitur daselbst ab 1868 Rechtswissenschaften an der Universität Berlin. Dort legte er sein Examen ab und wurde 1873 ohne Dissertation an der Universität Heidelberg zum Dr. iur. promoviert. Anschließend arbeitete er nach dem am Landgericht Elberfeld abgeleisteten Referendariat als Assessor bei der dortigen Staatsanwaltschaft. 1879 habilitierte sich Lilienthal unter Betreuung von Adolf Dochow (1844–1881) an der Universität Halle mit einer Schrift zu den Kollektivdelikten und einer Antrittsvorlesung über die preußische Wuchergesetzgebung. Er war der Vater von Franz von Lilienthal (1881–1932).
1882 wurde Lilienthal auf einen ordentlichen strafrechtlichen Lehrstuhl an der Universität Zürich berufen. 1889 wechselte er als Nachfolger von Franz von Liszt an die Universität Marburg.
Nach dem Tod von Karl Friedrich Rudolf Heinze (1825–1896) erreichte Lilienthal ein Ruf der Universität Heidelberg auf den nun frei gewordenen ordentlichen Lehrstuhl für Strafrecht, Strafprozessrecht und Kirchenrecht, ein Ruf, den Lilienthal „mit großer Freude“ annahm. Neben den zu seinem Lehrstuhl gehörenden Vorlesungen hielt er auch Vorlesungen zum Zivilprozessrecht und war ab 1902 nebenamtlich Hilfsrichter am Landgericht Heidelberg. In Heidelberg war Lilienthal mehrfach Dekan der rechtswissenschaftlichen Fakultät und 1912/13 Prorektor der Universität. 1918 wurde Karl von Lilienthal emeritiert.
Er verstarb am 8. November 1927 in Heidelberg und seine Asche wurde dort auf dem Bergfriedhof bestattet. Zu seinen Schülern zählen Eduard Kohlrausch, Gustav Radbruch und Wolfgang Mittermaier, der Enkel von Carl Joseph Anton Mittermaier.
Karl von Lilienthal galt als einer der „profiliertesten Vertreter der modernen, soziologischen Richtung in der Strafrechtswissenschaft des ausgehenden 19. Jahrhunderts.“ Ab 1883 fungierte er neben Franz von Liszt als Mitherausgeber der Zeitschrift für die gesamte Strafrechtswissenschaft. Unter seinen Professorenkollegen genoss er höchstes Ansehen. Zwar veröffentlichte er keine umfangreichen Einzelwerke, doch werden einzelne kleinere Monographien, Aufsätze in Fachzeitschriften und Beiträge in Sammelwerken als glänzend beschrieben. Lilienthal war ein Vertreter der Öffnung der Strafrechtswissenschaft für andere Wissenschaften wie die Kriminologie, Psychologie und die Soziologie. Ein Forschungsschwerpunkt lässt sich schwer feststellen. Lilienthal nahm zu zahlreichen strafrechtlichen und strafprozessrechtlichen Streitfragen Stellung, schrieb Anmerkungen zu Urteilen und wissenschaftlichen Beiträgen und kritisierte die Gesetzgebung. So forderte er bereits 1925 in einer kritischen Anmerkung die Abschaffung der Strafbarkeit von Abtreibung und homosexuellem Geschlechtsverkehr. Durch seine Schriften hatte er maßgeblichen Anteil an den Reformen der StPO und des StGB in der Zeit nach deren Inkrafttreten.

## Schriften (Auswahl)
- Beiträge zur Lehre von den Kollektivdelikten. Halle an der Saale 1879 (Habilitationsschrift)
- Sittlichkeitspolizei. In: Handbuch der Politik, Berlin und Leipzig 1914
- Grundriß zur Vorlesung über deutsches Strafrecht. 4. Auflage. Liebmann, Berlin 1916
- Strafprozessrecht. Springer, Berlin 1927